# 西原一策
西原 一策（にしはら いっさく、1893年4月18日 - 1945年1月23日）は、日本の陸軍軍人。最終階級は陸軍中将。1940年の北部仏印進駐時の「西原・マルタン協定」の当事者として知られる。

## 経歴
陸軍憲兵大尉・西原貫洞の三男として生まれる。広島県立広島第一中学校（現、広島県立広島国泰寺高等学校）卒業。広島陸軍地方幼年学校、中央幼年学校を経て、陸軍士官学校25期卒業。同期には、武藤章等。北部仏印進駐に際し、平和進駐を指示していた中央に反して富永恭次らが強行進駐を実施したのを嘆き、陸海軍次官宛てに『統帥乱レテ信ヲ中外ニ失ウ』の電文を発した。
1945年1月23日に死去。死去にあたり祭資の下賜を受けた。また、葬送にあたり勅使として侍従が派遣され、幣帛の下賜を受けた。

## 年譜
- 1913年（大正2年）5月- 陸軍士官学校卒業（25期）
  - 12月- 騎兵少尉・騎兵第5連隊付
- 1917年（大正6年）8月- 騎兵中尉
- 1922年（大正11年）8月- 騎兵大尉
  - 11月- 陸軍大学校卒業（34期、恩賜）
- 1923年（大正12年）12月- 参謀本部付勤務
- 1924年（大正13年）4月- 東京帝国大学法学部派遣（1927年3月まで）
- 1927年（昭和2年）3月- 参謀本部付
  - 10月- フランス駐在
- 1928年（昭和3年）8月- 騎兵少佐
- 1929年（昭和4年）1月- 国際連盟代表随員
- 1930年（昭和5年）3月- 陸軍省軍務局付
  - 8月- 軍務局課員
- 1931年（昭和6年）8月- 軍務局付
  - 12月- ジュネーブ軍縮会議全権随員
- 1932年（昭和7年）8月- 騎兵中佐
  - 9月- 帰朝・陸軍大学校教官
- 1938年（昭和13年）8月- ジュネーヴ出張
  - 12月- 陸軍兵器本廠付（国際連盟陸軍代表随員）（1934年9月まで）
- 1935年（昭和10年）3月- 騎兵第1連隊長
- 1936年（昭和11年）8月- 騎兵大佐
- 1937年（昭和12年）3月- 参謀本部戦史課長
  - 8月- 上海派遣軍参謀
- 11月- 兼中支那方面軍参謀
- 1938年（昭和13年）3月- 陸軍大学校教官
- 1939年（昭和14年）3月- 陸軍少将
  - 12月- 陸大幹事
- 1940年（昭和15年）6月- 大本営参謀（仏印監視団長）
  - 9月- 「西原・マルタン協定」締結
  - 12月- 陸軍騎兵学校校長（26代）
- 1941年（昭和16年）10月- 騎兵集団長・陸軍中将
- 1942年（昭和17年）12月- 戦車第3師団長
- 1944年（昭和19年）1月- 陸軍機甲本部長
- 1945年（昭和20年）- 死去

## 家族
- 父 西原貫洞（憲兵大尉）
- 長兄 西原貫一（陸軍中佐）
- 次兄 西原貫治（陸軍中将）
- 妻 西原春子 陸軍大将柴五郎の娘

## 栄典
- 1940年（昭和15年）8月15日 - 紀元二千六百年祝典記念章[3]